# Complétion du carré

Animation illustrant la complétion du carré.

La méthode de complétion du carré, en mathématiques, est un procédé algébrique permettant de réécrire une équation du second degré de la forme {\displaystyle ax^{2}+bx+c=0} sous sa forme canonique {\displaystyle a{\biggl (}(x+{\frac {b}{2a}})^{2}-{\frac {b^{2}-4ac}{4a^{2}}}{\biggr )}=0}, ou de factoriser le polynôme {\displaystyle ax^{2}+bx+c}. L'idée est de faire apparaître un carré sous forme d'identité remarquable, puis par exemple d’en extraire la racine carrée.

## Méthode

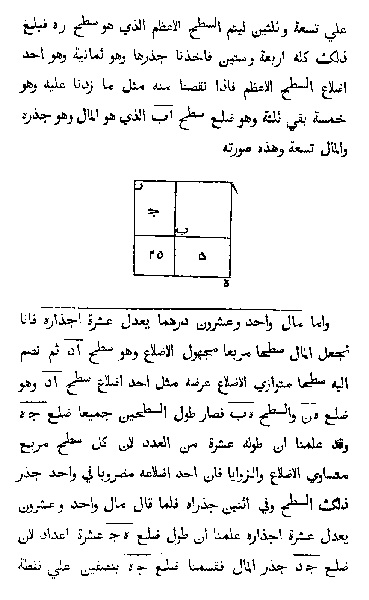
Méthode de complétion du carré, ici présentée géométriquement par Al-Khwârizmî (780–850) dans l’ouvrage The Algebra of Mohammed ben Musa

L'idée générale de cette technique consiste, partant d'une équation de la forme A+B=C, à la mettre sous la forme A+B+D=C+D, où D est choisi pour que A+B+D soit le développement d'une identité remarquable telle que {\displaystyle (x+y)^{2}=x^{2}+2xy+y^{2}} (une variante de ce procédé consiste à  « ajouter 0 », c'est-à-dire à écrire A+B sous la forme A+B+D-D).  Ainsi, lorsqu'on a une équation de la forme {\displaystyle x^{2}+bx+c=0} on ajoute {\displaystyle \left({\frac {b}{2}}\right)^{2}-c} de chaque côté de l'équation pour faire apparaître {\displaystyle x^{2}+bx+\left({\frac {b}{2}}\right)^{2}=\left(x+{\frac {b}{2}}\right)^{2}}, ce qui donne 
{\displaystyle x^{2}+bx+\left({\frac {b}{2}}\right)^{2}=\left({\frac {b}{2}}\right)^{2}-c},
d'où {\displaystyle \left[x+\left({\frac {b}{2}}\right)\right]^{2}=\left({\frac {b}{2}}\right)^{2}-c}
et donc {\displaystyle x=-{\frac {b}{2}}\pm {\sqrt {\left({\frac {b}{2}}\right)^{2}-c}}} (en supposant que le radicande soit positif).
Exemple
Soit {\displaystyle x^{2}-6x+5=0} l'équation à résoudre. On ajoute {\displaystyle (-6/2)^{2}-5=9-5} de chaque côté. 
On obtient {\displaystyle x^{2}-6x+5+9-5=9-5}, 
qui se simplifie en  {\displaystyle x^{2}-6x+9=4}, 
puis en {\displaystyle (x-3)^{2}=4}
et enfin  {\displaystyle x-3=\pm {\sqrt {4}}=\pm 2}. 
D'où les solutions de l'équation, {\displaystyle x_{1}=1} et {\displaystyle x_{2}=5}.

## Généralisation

On peut appliquer cette méthode à une équation de la forme {\displaystyle ax^{2}+bx+c=0}, où {\displaystyle a\neq 0.}
{\displaystyle ax^{2}+bx+c=0}
{\displaystyle \Leftrightarrow x^{2}+{\frac {b}{a}}x+{\frac {c}{a}}=0,} car {\displaystyle a\neq 0.}
En appliquant à cette équation la méthode ci-dessus, on obtient la forme canonique
{\displaystyle ax^{2}+bx+c=a{\biggl (}(x+{\frac {b}{2a}})^{2}-{\frac {b^{2}-4ac}{4a^{2}}}{\biggr )}=0} ; 
on  retrouve alors la formule de Viète (en supposant le radicande positif) :
{\displaystyle x=-{\frac {b}{2a}}\pm {\sqrt {\left({\frac {b}{2a}}\right)^{2}-{\frac {c}{a}}}},}
ou sous une forme plus habituelle, avec le discriminant du polynôme : 
{\displaystyle x_{1}={\frac {-b+{\sqrt {b^{2}-4ac}}}{2a}}} ; {\displaystyle x_{2}={\frac {-b-{\sqrt {b^{2}-4ac}}}{2a}}}.
Si le discriminant est positif, on obtient la factorisation canonique :
{\displaystyle ax^{2}+bx+c=a(x-x_{1})(x-x_{2}).}

## Autres applications
La même idée peut s’appliquer à d’autres expressions algébriques ; elle permet par exemple de transformer une équation cartésienne comme {\displaystyle x^{2}+y^{2}+2x-4y=4} en {\displaystyle x^{2}+2x+1+y^{2}-4y+4=9,} ou encore {\displaystyle (x+1)^{2}+(y-2)^{2}=9} ; on reconnait alors l'équation d'un cercle de centre (-1, 2) et de rayon 3.
On peut également obtenir de même l’identité de Sophie Germain :
{\displaystyle x^{4}+4y^{4}=(x^{4}+4x^{2}y^{2}+4y^{4})-4x^{2}y^{2}=(x^{2}+2y^{2})^{2}-(2xy)^{2}=(x^{2}-2xy+2y^{2})(x^{2}+2xy+2y^{2}).}
La complétion du carré est également utile pour le calcul de certaines intégrales. Ainsi, pour une intégrale de la forme
{\displaystyle I=\int {\frac {\mathrm {d} x}{x^{2}+bx+c}}}, réécrite {\displaystyle I=\int {\frac {\mathrm {d} x}{x^{2}+bx+b^{2}/4-b^{2}/4+c}}=\int {\frac {\mathrm {d} x}{(x+b/2)^{2}-b^{2}/4+c}}},
on peut revenir, en posant {\displaystyle X=x+b/2},  à des formes dont on peut calculer les primitives à partir des fonctions usuelles :
{\displaystyle \int {\frac {dX}{X^{2}+k^{2}}}={\frac {1}{k}}\arctan \left({\frac {X}{k}}\right)+C\qquad {\text{ou}}\qquad \int {\frac {dX}{X^{2}-k^{2}}}={\frac {1}{2k}}\ln \left|{\frac {X-k}{X+k}}\right|+C}.